# 6ix
Arjun Ivatury, llamado profesionalmente como 6ix, es un productor estadounidense y compositor de Bowie, Maryland.

## Discografía de producción selectiva

### 2010

#### Logic- Young, Broke, & Infamous
- 08. "Love Jones"

### 2011

#### Logic - Young Sinatra
- 01. "One"
- 07. "Mind of Logic"
- 09. "Are You Ready"
- 17. "Take it Slow
- 18. "Let Me Go"

### 2012

#### Logic
- 00. "The Dream"